# EHA Tánger
Escuela Hispano Árabe de Tánger, též používané názvy Escuelas Hispano Árabes de Tánger nebo Escuela Hispano Marroquí de Tánger, byl španělský fotbalový klub sídlící ve městě Tanger ve Španělském protektorátu v Maroku. Klub byl založen v roce 1939.
Největším úspěchem klubu je jednoroční účast ve druhé nejvyšší soutěži (v sezóně 1939/40). Své domácí zápasy hrál klub na stadionu Estadio El Marchán s kapacitou 15 000 diváků.

## Historie
Sportovní klub El Hogar Español de Tánger (známý též jako Centro Español) měl dva fotbalové oddíly, španělský a arabský, který v roce 1939 sloučil do jednoho pod názvem Escuela Hispano Árabe de Tánger. Hned první sezónu byl klub zařazen do druhé nejvyšší soutěže, jako vděk frankistického režimu za výraznou pomoc města Frankistům v občanské válce. Ve své skupině ovšem obsazuje poslední místo a sestupuje do Tercera División. Klub poté třetí nejvyšší soutěž odmítá a nastupuje pouze v regionálních soutěžích. Klub zaniká v roce 1943 poté, co se město dostalo pod mezinárodní správu.

## Umístění v jednotlivých sezonách
Legenda: Z – zápasy, V – výhry, R – remízy, P – porážky, VG – vstřelené góly, OG – obdržené góly, +/- – rozdíl skóre, B – body, červené podbarvení – sestup, zelené podbarvení – postup, světle fialové podbarvení – přesun do jiné soutěže
| Sezóny  | Liga                     | Úroveň | Z  | V | R | P  | VG | OG | B   | +/- | Pozice |
| ------- | ------------------------ | ------ | -- | - | - | -- | -- | -- | --- | --- | ------ |
| 1939/40 | Segunda División – sk. V | 2      | 14 | 0 | 1 | 13 | 15 | 45 | -30 | 1   | 8.     |